# Galepsus focki
Galepsus focki är en bönsyrseart som beskrevs av Werner 1923. Galepsus focki ingår i släktet Galepsus och familjen Tarachodidae. Inga underarter finns listade i Catalogue of Life.